# Cyberlindnera bimundalis
Cyberlindnera bimundalis är en svampart som först beskrevs av Wick. & Santa María, och fick sitt nu gällande namn av Minter 2009. Cyberlindnera bimundalis ingår i släktet Cyberlindnera, ordningen Saccharomycetales, klassen Saccharomycetes, divisionen sporsäcksvampar och riket svampar.   Inga underarter finns listade i Catalogue of Life.